# Dad (Ungarn)
Dad ist eine ungarische Gemeinde im Kreis Oroszlány im Komárom-Esztergom.

## Geografische Lage
Dad liegt 15 Kilometer südwestlich des Zentrums des Komitatssitzes Tatabánya und 7,5 Kilometer nordwestlich der Kreisstadt Oroszlány. Nachbargemeinden sind Bokod, Császár, Kömlőd und Szakszend.

## Geschichte
Der Ort wurde zur Regierungszeit von König Andreas II. 1230 erstmals als Dod in der Liste der Orte des Komitates Fejér  schriftlich erwähnt. Im Jahr 1907 gab es in der damaligen Großgemeinde 196 Häuser und 1152 Einwohner auf einer Fläche von 4617  Katastraljochen. Der Ort gehörte zur damaligen Zeit zum Bezirk Gesztes im Komitat Komárom.

## Sehenswürdigkeiten
- Römisch-katholische Pfarrkirche Szent István király, erbaut 1779–1783 nach Plänen von Jakab Fellner (Barock)
- Reformierte Kirche, erbaut 1748
- Heimatmuseum (Tájház)
- 1848/1849er-Denkmal (1848-49-es emlékmű)
- Steinerne Barockbrücke zwischen Dad und Kecskéd, 1773
- Einhundertfünfzehnjährige Linde in der Ortsmitte (Árpád fa)
- Esterházy-Schloss (Esterházy kastély)

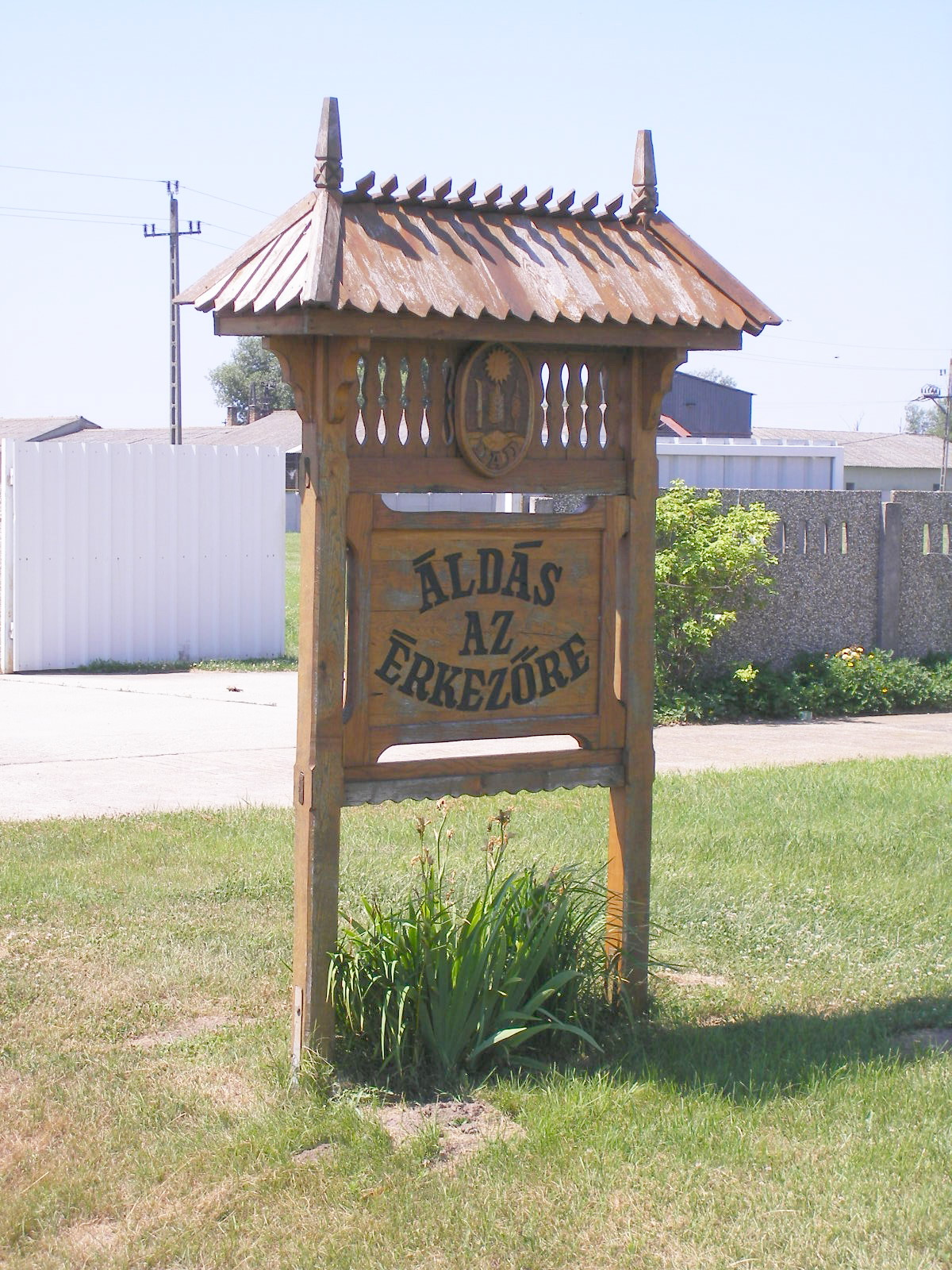
Begrüßungstafel in Dad
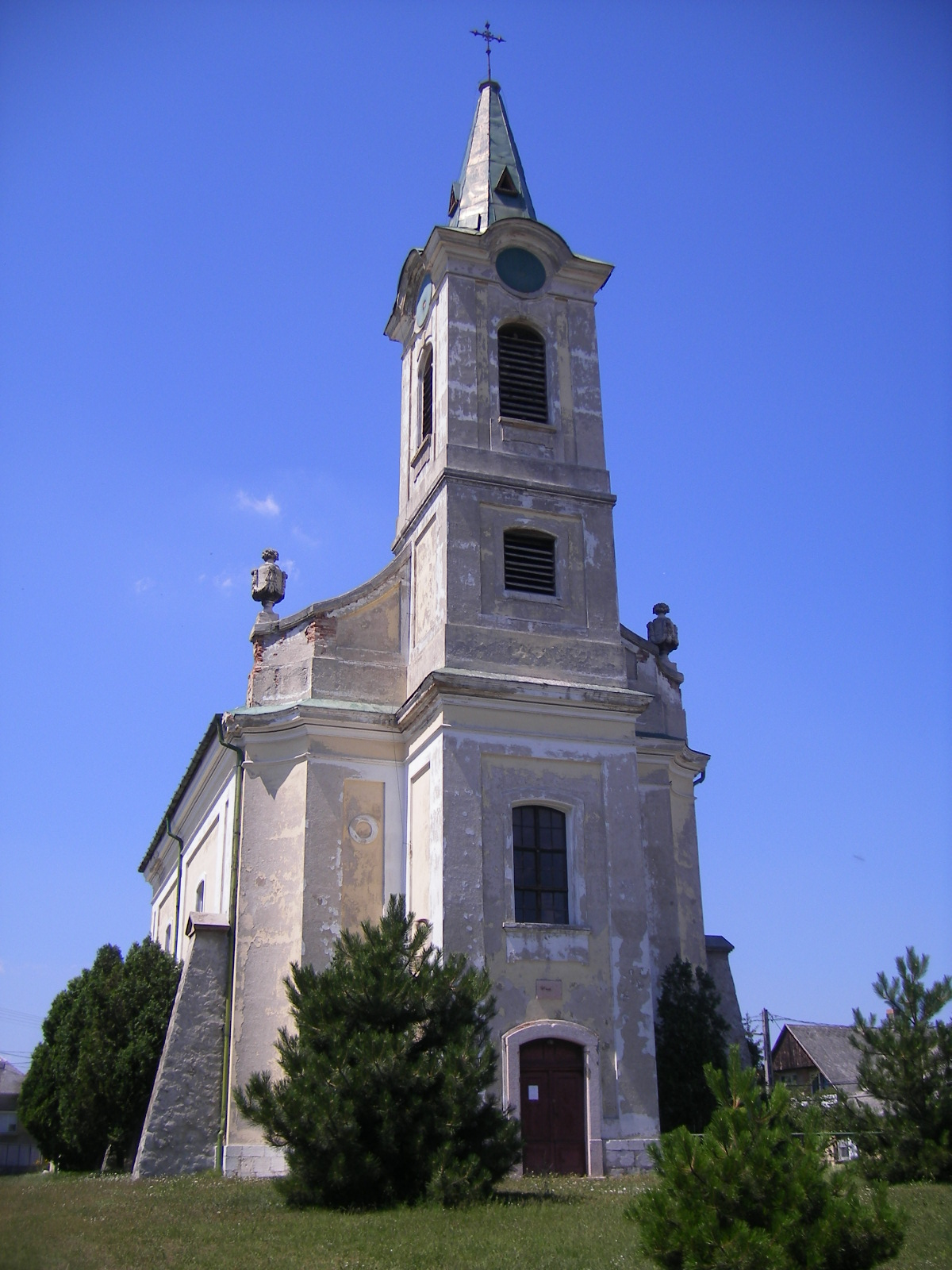
Römisch-katholische Kirche Szent István király
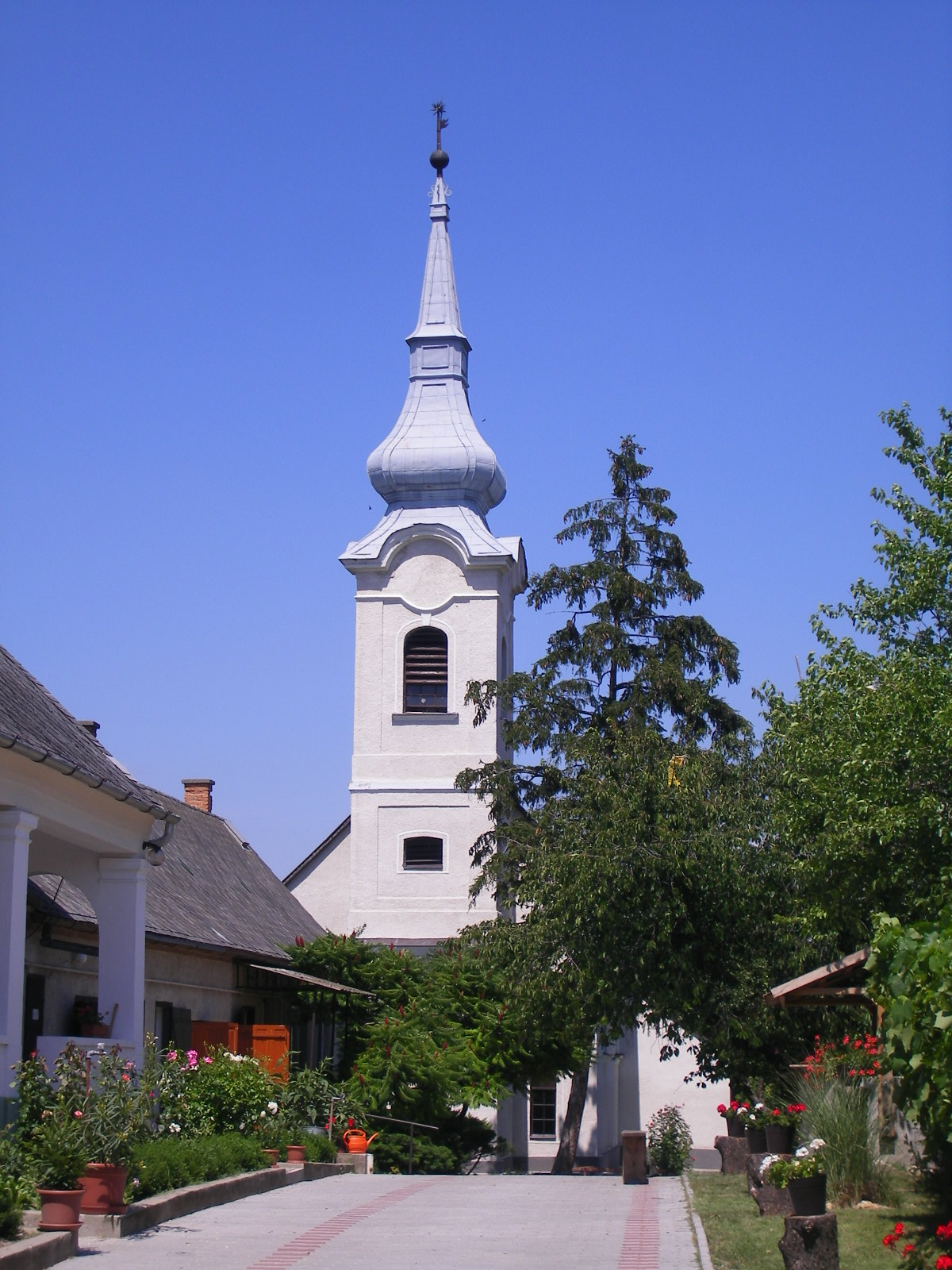
Reformierte Kirche
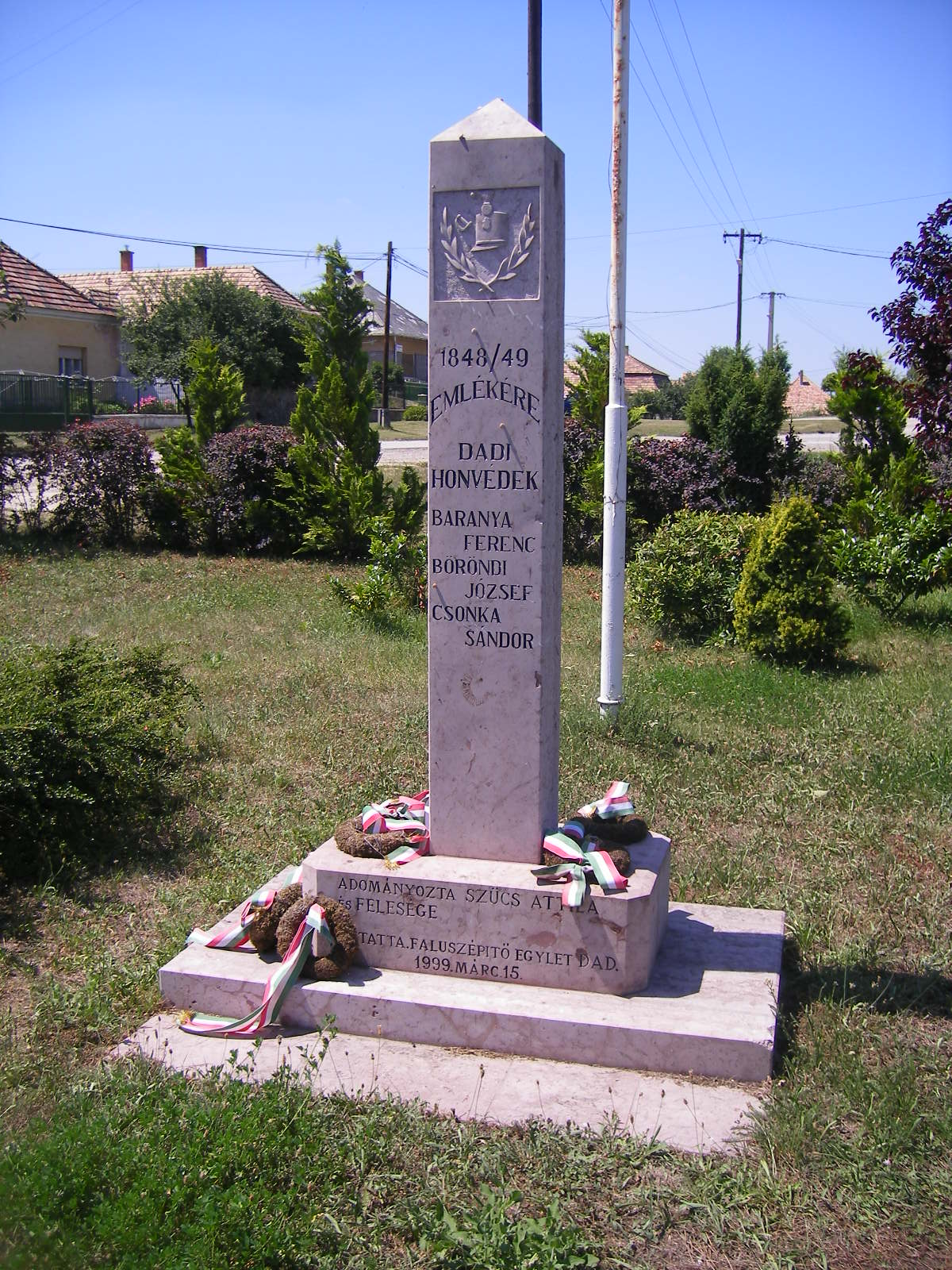
1848/1849er-Denkmal
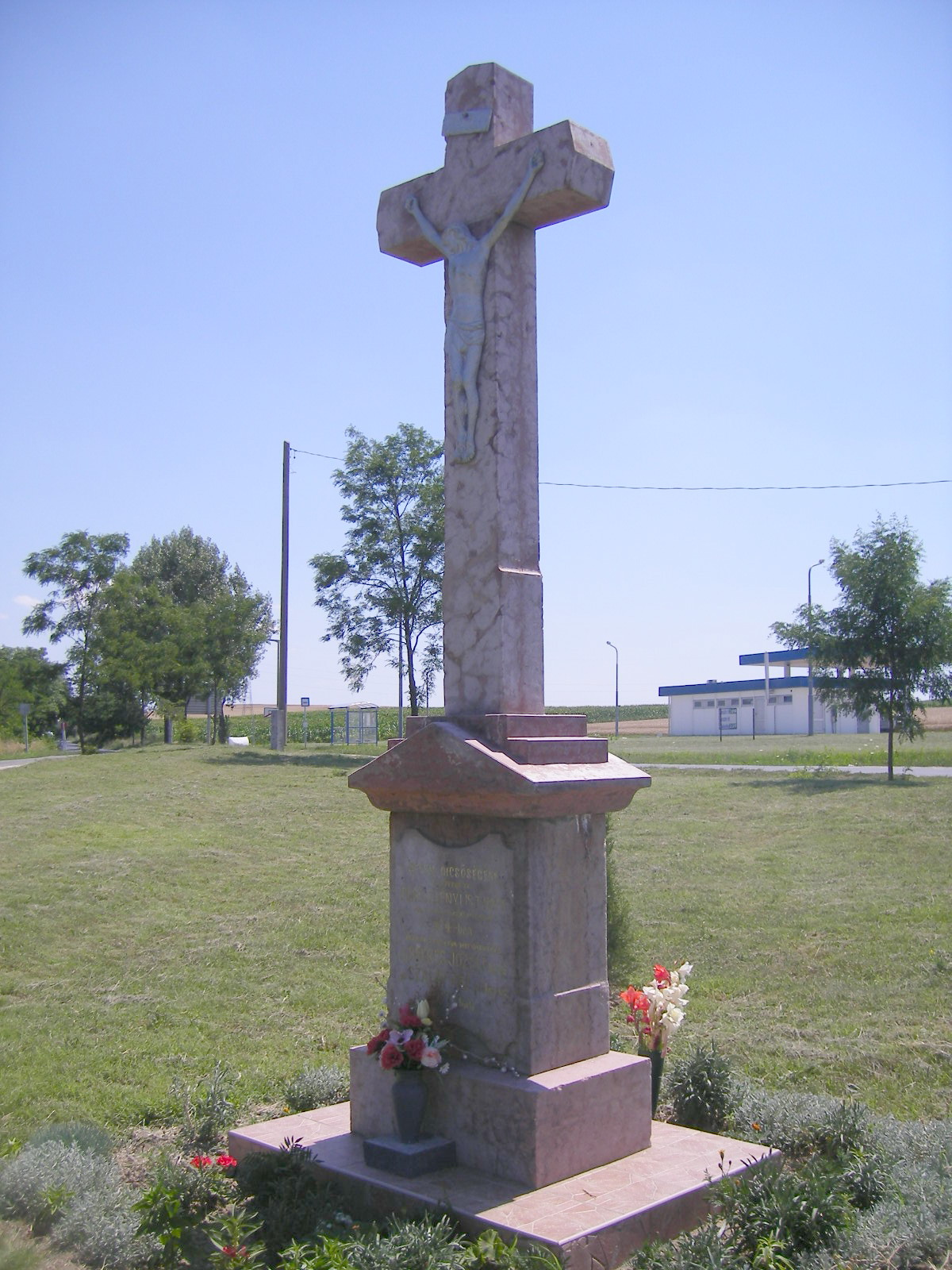
Kruzifix

## Verkehr
In Dad kreuzen sich die Landstraßen Nr. 8127 und Nr. 8135. Es bestehen Busverbindungen nach Oroszlány, Kisbér und Tatabánya. Der nächstgelegene Bahnhof befindet sich in Oroszlány.